# Glicerol 3-fosfato
El sn-glicerol 3-fosfato es un éster fosfórico del glicerol, que forma parte de los glicerofosfolípidos. En el contexto biológico, se suelen utilizar otros nombres igualmente apropiados, entre los cuales se incluyen: glicero-3-fosfato, 3-O-fosfonoglicerol y 3-fosfoglicerol. Por motivos históricos, también se lo conoce como L-glicerol 3-fosfato, D-glicerol 1-fosfato y ácido L-α-glicerofosfórico. No debe confundirse con el glicerato 3-fosfato ni tampoco con el gliceraldehído 3-fosfato que, aunque tienen nombres similares, son compuestos diferentes.

## Biosíntesis y metabolismo
El glicerol 3-fosfato se sintetiza por la reducción de la dihidroxiacetona fosfato (DHAP), un intermediario en la glucólisis, por medio de la enzima glicerol-3-fosfato deshidrogenasa. Por otra parte, tanto la DHAP como el glicerol 3-fosfato pueden sintetizarse a partir de aminoácidos e intermediarios del ciclo del ácido cítrico, a través de la vía de la gliceroneogénesis.
También se sintetiza fosforilando al glicerol, que se produce por la hidrólisis de grasas por medio de la enzima glicerol quinasa, luego de lo cual puede ingresar a las vías de la glucólisis o de la gluconeogénesis.
El glicerol 3-fosfato es el compuesto inicial para la síntesis de novo de glicerolípidos. En eucariotas, en primer lugar se acetila en su posición sn-1 mediante la intervención de una enzima de la membrana mitocondrial o de la membrana del retículo endoplasmático, conocida como glicerol-3-fosfato O-aciltransferasa; luego se añade otro grupo acilo en la posición sn-2, para producir un ácido fosfatídico.
Algunos hongos poseen la enzima glicerol-1-fosfatasa, la cual remueve el grupo fosfato del glicerol 3-fosfato para producir glicerol. Estos hongos pueden fermentar glucosa para producir glicerol, es decir, obtienen el glicerol a través de la vía de la glucólisis.

## Sistema lanzadera
Las glicerol-3-fosfato deshidrogenasas se encuentran localizadas tanto en la cara citosólica como en la cara intermembrana de la membrana mitocondrial interna. El glicerol 3-fosfato (G3P) y la dihidroxiacetona fosfato (DHAP) son moléculas tan pequeñas que pueden permear la membrana mitocondrial externa a través de proteínas de tipo porina, lanzándose entre las dos deshidrogenasas. Haciendo uso de este sistema lanzadera, el NADH generado por el metabolismo citosólico, incluida la glucólisis, puede reoxidarse a NAD+
, reduciendo simultáneamente el DHAP a G3P, y los equivalentes de reducción pueden utilizarse para generar un gradiente de protones a través de la membrana mitocondrial interna, acoplando la oxidación de G3P a la reducción de una quinona.

## Enantiómero
El glicerol 1-fosfato, algunas veces llamado D-glicerol 3-fosfato, es un enantiómero del glicerol 3-fosfato. La mayor parte de los organismos hacen uso del 3-fosfato, o configuración L, para el esqueleto de glicerol. Sin embargo, la configuración 1-fosfato es específica de los lípidos tipo éter de las membranas arqueas.